# Гонарио II (Торрес)
Гонарио II (итал. Gonario II di Torres; 1113/1116 — после 1153) — судья (юдик, giudice) Торреса в 1127/1128 — 1153 годах. Сын Константино ди Торреса (ум. 1120/1131) и его жены Маркузы (Марии) ди Аррубу.

## Биография
Родился не ранее 1113 и не позднее 1116 года (в честь его рождения родители основали храм Святой Троицы, освящённый 5 октября 1116 года).
После смерти отца (приблизительно — 1127 или 1128) унаследовал его владения. До совершеннолетия находился под опекой Иттокоре Гамбеллы.
Около 1131 года женился на дочери знатного пизанца Уго да Парлашио Эбриако, чем значительно укрепил свои позиции.
В 1131 году принёс оммаж архиепископу Пизы Роджеру — папскому легату в Сардинии.
В 1144 году архиепископ Балдуин отлучил от церкви Комиту — судью Арбореи, и передал его должность Гонарио II. Однако Комита вскоре умер, и в наследство вступил его сын — таким образом, утвердиться в Арборее Гонарио II не удалось.
В 1147 году Гонарио II отправился в Святую землю, оставив регентами Торреса своих четырёх сыновей. Вернувшись в Европу, он в 1153 году отрёкся от престола и принял монашеский постриг в Клюни.
По некоторым данным, умер в 1182 году.

## Семья
Имя жены Гонарио II не известно. Фара (Fara) называет её «Mariam Elicandi, nobilis Pisani filiam» — Мариам Эликанди, дочь пизанского дворянина. Дети:
- Барризоне II (ум. после 1191) — судья Торреса, отрёкся в 1186 г.
- Пьетро (ум. 1193), судья Кальяри
- Итокорре, сеньор Фрижии
- Комита (ум. 1218), судья Торреса.